# Zdravko Kuzmanović
Zdravko Kuzmanović, cyr. Здравко Кузмановић (ur. 22 września 1987 w Thun) – serbski piłkarz, grający na pozycji defensywnego pomocnika.

## Kariera klubowa

### Początki kariery
Piłkarską karierę zaczynał w małym szwajcarskim zespole FC Dürrenast. Następnie zaliczył 2-letni pobyt w młodzieżowej drużynie U-21 BSC Young Boys, a w 2003 roku przeszedł do FC Basel. Do pierwszego zespołu z Bazylei trafił jednak dopiero latem 2005 i w 13. kolejce ligowej, 29 października zadebiutował w Swiss Super League, w wygranym 3:1 meczu z Yverdon-Sport FC. W lidze zagrał 17 meczów, głównie jako rezerwowy i zdobył 1 gola w lidze (wygrany 4:0 wyjazdowy mecz z FC Schaffhausen 6 maja 2006). Z FC Basel wywalczył wicemistrzostwo Szwajcarii. Od początku sezonu 2006/2007 Kuzmanović był już jednak podstawowym zawodnikiem zespołu i w lidze wystąpił w 17 meczach rundy jesiennej, w których zdobył 3 gole. Zagrał także w 10 meczach Pucharu UEFA (w tym z Wisłą Kraków) i zdobył w nich 2 gole.
Zimą 2007 podczas okna transferowego Kuzmanoviciem interesowały się US Palermo oraz Celtic Glasgow.

### Fiorentina
Ostatecznie 30 stycznia Zdravko podpisał kontrakt z Fiorentiną, która zapłaciła za niego sumę 3 milionów euro. W jej barwach zadebiutował 4 kwietnia 2007 r. w ligowym starciu z Torino FC, w którym zaliczył asystę przy golu Alessandro Gamberiniego. Od sezonu 2007/2008 do końca swego pobytu we Florencji był graczem wyjściowej jedenastki. Pierwszą bramkę dla Violi zdobył 17 lutego 2008 w meczu z Catanią. 6 marca strzelił pierwszą bramkę w Pucharze UEFA w meczu z Evertonem. W barwach Fioletowych zagrał w 70 spotkaniach w których zdobył 3 bramki.

### VfB Stuttgart
31 sierpnia 2009 r. za 7 mln euro został kupiony przez VfB Stuttgart i podpisał z nim czteroletni kontrakt. Zawodnikiem tego zespołu pozostawał przez 2,5 roku. Debiut Kuzmanovicia miał miejsce 12 września w ligowym meczu z HSV. Pierwszego gola w nowym zespole strzelił w spotkaniu Ligi Mistrzów z FC Sevillą 4 listopada 2009 r. Był to równocześnie debiut Serba w tych rozgrywkach. W rewanżowym spotkaniu Kuzmanović zdobył debiutancką bramkę w Champions League. Od tej pory stał się podstawowym graczem Stuttgartu. 3 kwietnia 2010 został bohaterem meczu z Borussia Mönchengladbach (2:1), gdyż strzelił gola i asystował przy drugim. 24 lutego w meczu pucharowym z Benficą otrzymał czerwoną kartkę, po której został zawieszony na 3 mecze. 3 grudnia 2012 strzelił 2 bramki w meczu z HSV. Dla VfB rozegrał 96 meczów i strzelił 17 goli.

### Inter
31 stycznia 2013 r. na pół roku przed wygaśnięciem kontraktu Inter Mediolan zdecydował się go wykupić ze Stuttgartu za ok. 1 mln euro. Kuzmanović odrzucił oferty takich klubów jak: Liverpool FC, Valencia CF i Olympique Marsylia. Podpisany kontrakt związał go z Nerazzurrimi do czerwca 2017. Debiut Serba przypadł w przegranym 1:3 meczu Serie A ze Sieną (3 lutego 2013 r.). Podczas drugiej rundy sezonu 2012/13 w barwach Interu niczym szczególnym się jednak nie wykazał, poza jedna asystą, kilkoma ładnymi, długimi podaniami oraz wieloma bezproduktywnie przebiegniętymi kilometrami.

### Basel
1 lipca 2015 powrócił do FC Basel. Kwota transferu wyniosła klub z Bazylei około 1,4 miliona funtów.

## Kariera reprezentacyjna
Kuzmanović ma za sobą występy w młodzieżowej reprezentacji Szwajcarii. Jako członek tej drużyny wziął udział w ME U-21. Rozegrał w turnieju finałowym jeden mecz. Serbski Związek Piłki Nożnej namówił jednak Kuzmanovicia do występów w dorosłej reprezentacji Serbii. Zadebiutował 2 czerwca 2007 w meczu przeciwko Finlandii. Odznaczył się 22 sierpnia 2007 r. w meczu eliminacji do EURO 2008 z Belgią (2:3) w którym dwukrotnie pokonał bramkarza rywala. Były to równocześnie jego pierwsze bramki dla reprezentacji Serbii. W meczu z Algierią rozegranym 3 marca 2010, zdobył bramkę i zaliczył asystę. Wziął udział w Mistrzostwach Świata w RPA w 2010 r. w którym Serbowie nie wyszli z grupy. 28 lutego zdobył gola i asystował w meczu z Armenią.

## Styl gry
Jako defensywny pomocnik Zdravko wyróżnia się odpornością psychiczną i dobrym wybieganiem. Inspiruje się Dejanem Stankoviciem.

## Życie prywatne
Kuzmanović urodził się w Thun, ale jego rodzice są bośniackimi Serbami. Jego ojciec, Ljubo, wywodzi się z małej wsi Skugrić położonej niedaleko Modričy. Zarówno ojciec, jak i dziadek zawodnika Interu byli piłkarzami grającymi w występującym w niższych klasach rozgrywkowych klubie NK Zvijezda Gradačac. Rodzic Zdravka grał później także w Berlinie, a karierę piłkarską zakończył w FC Thun, gdzie osiadł z rodziną.

## Sukcesy
- Swiss Golden Player Award: 2006
- Puchar Szwajcarii: 2007

## Statystyki

### Klubowe
| Klub              | Sezon             | Rozgrywki          | Mecze | Bramki | Asysty |
| ----------------- | ----------------- | ------------------ | ----- | ------ | ------ |
| FC Basel          | 2004/2005         | Swiss Super League | 0     | 0      | 0      |
| FC Basel          | 2005/2006         | Swiss Super League | 17    | 1      | 5      |
| FC Basel          | 2006/2007         | Swiss Super League | 17    | 3      | 3      |
| FC Basel          | Razem             | Swiss Super League | 34    | 4      | 8      |
| ACF Fiorentina    | 2006/2007         | Serie A            | 4     | 0      | 0      |
| ACF Fiorentina    | 2007/2008         | Serie A            | 34    | 1      | 1      |
| ACF Fiorentina    | 2008/2009         | Serie A            | 32    | 2      | 3      |
| ACF Fiorentina    | Razem             | Serie A            | 70    | 3      | 4      |
| VfB Stuttgart     | 2009/2010         | Bundesliga         | 26    | 3      | 2      |
| VfB Stuttgart     | 2010/2011         | Bundesliga         | 32    | 9      | 4      |
| VfB Stuttgart     | 2011/2012         | Bundesliga         | 26    | 5      | 3      |
| VfB Stuttgart     | 2012/13           | Bundesliga         | 12    | 0      | 1      |
| VfB Stuttgart     | Razem             | Bundesliga         | 96    | 17     | 10     |
| Inter Mediolan    | 2012/2013         | Serie A            | 13    | 0      | 1      |
| Inter Mediolan    | 2013/2014         | Serie A            | 1     | 0      | 0      |
| Łącznie w Serie A | Łącznie w Serie A | Łącznie w Serie A  | 84    | 3      | 5      |
| FC Basel          | 2015/2016         | Swiss Super League | 12    | 0      | 0      |
| Udinese Calcio    | 2015/2016         | Serie A            | 16    | 0      | 0      |
| Málaga CF         | 2016/2017         | Primera División   | 4     | 0      | 0      |
| Málaga CF         | 2017/2018         | Primera División   | 8     | 0      | 0      |
| Razem             | Razem             | Razem              | 254   | 25     | 23     |

### Reprezentacyjne
| Lp. | Data                 | Miejsce                                              | Rywal              | Wynik | Rozgrywki                            | Minuty |
| --- | -------------------- | ---------------------------------------------------- | ------------------ | ----- | ------------------------------------ | ------ |
| 1   | 2 czerwca 2007       | Stadion Olimpijski, Helsinki                         | Finlandia          | 2:0   | Eliminacje do Mistrzostw Europy 2008 | 90     |
| 2   | 22 sierpnia 2007     | Stadion Króla Baudouina I, Bruksela                  | Belgia             | 2:3   | Eliminacje do Mistrzostw Europy 2008 | 90     |
| 3   | 8 września 2007      | Stadion Crvena zvezda, Belgrad                       | Finlandia          | 0:0   | Eliminacje do Mistrzostw Europy 2008 | 90     |
| 4   | 12 września 2007     | Estádio José Alvalade, Lizbona                       | Portugalia         | 1:1   | Eliminacje do Mistrzostw Europy 2008 | 70     |
| 5   | 13 października 2007 | Stadion Republikański im. Wazgena Sarkisjana, Erywań | Armenia            | 0:0   | Eliminacje do Mistrzostw Europy 2008 | 60     |
| 6   | 17 października 2007 | Stadion Republikański im. Tofiqa Bəhramova, Baku     | Azerbejdżan        | 1:6   | Eliminacje do Mistrzostw Europy 2008 | 90     |
| 7   | 21 listopada 2007    | Stadion Crvena zvezda, Belgrad                       | Polska             | 2:2   | Eliminacje do Mistrzostw Europy 2008 | 90     |
| 8   | 6 lutego 2008        | Stadion Filipa II, Skopje                            | Macedonia Północna | 1:1   | mecz towarzyski                      | 58     |
| 9   | 26 marca 2008        | Stadion Dynamo w Kijowie, Kijów                      | Ukraina            | 0:2   | mecz towarzyski                      | 90     |
| 10  | 24 maja 2008         | Croke Park, Dublin                                   | Irlandia           | 1:1   | mecz towarzyski                      | 90     |
| 11  | 28 maja 2008         | Wacker-Arena, Burghausen                             | Rosja              | 1:2   | mecz towarzyski                      | 32     |
| 12  | 31 maja 2008         | Veltins-Arena, Gelsenkirchen                         | Niemcy             | 1:2   | mecz towarzyski                      | 90     |
| 13  | 10 września 2008     | Stade de France, Saint-Denis                         | Francja            | 1:2   | eliminacje do MŚ 2010                | 90     |
| 14  | 11 października 2008 | Stadion Crvena zvezda, Belgrad                       | Litwa              | 3:0   | eliminacje do MŚ 2010                | 35     |
| 15  | 15 października 2008 | Ernst-Happel-Stadion, Wiedeń                         | Austria            | 3:1   | eliminacje do MŚ 2010                | 39     |
| 16  | 10 lutego 2009       | Stadion im. Andonisa Papadopulosa, Larnaka           | Cypr               | 2:0   | mecz towarzyski                      | 45     |
| 17  | 11 lutego 2009       | Stadion GSP, Nikozja                                 | Ukraina            | 0:1   | mecz towarzyski                      | 45     |
| 18  | 11 kwietnia 2009     | Stadion Partizana, Belgrad                           | Szwecja            | 2:0   | mecz towarzyski                      | 90     |
| 19  | 10 czerwca 2009      | Tórsvøllur, Thorshavn                                | Wyspy Owcze        | 2:0   | eliminacje do MŚ 2010                | 90     |
| 20  | 9 września 2009      | Stadion Crvena zvezda, Belgrad                       | Francja            | 1:1   | eliminacje do MŚ 2010                | 21     |
| 21  | 12 sierpnia 2009     | Lucas Masterpieces Moripe Stadium, Atteridgeville    | Południowa Afryka  | 3:1   | mecz towarzyski                      | 45     |
| 22  | 10 października 2009 | Stadion Crvena zvezda, Belgrad                       | Rumunia            | 5:0   | eliminacje do MŚ 2010                | 27     |
| 23  | 14 listopada 2009    | Windsor Park, Belfast                                | Irlandia Północna  | 1:0   | mecz towarzyski                      | 51     |
| 24  | 18 listopada 2009    | Craven Cottage, Londyn                               | Korea Południowa   | 1:0   | mecz towarzyski                      | 81     |
| 25  | 3 marca 2010         | Stadion 5 Lipca 1962, Algier                         | Algieria           | 3:0   | mecz towarzyski                      | 45     |
| 26  | 29 maja 2010         | Hypo-Arena, Klagenfurt                               | Nowa Zelandia      | 0:1   | mecz towarzyski                      | 58     |
| 27  | 2 czerwca 2010       | Kufstein Arena, Kufstein                             | Polska             | 0:0   | mecz towarzyski                      | 90     |
| 28  | 13 czerwca 2010      | Loftus Versfeld Stadium, Pretoria                    | Ghana              | 0:1   | MŚ 2010                              | 29     |
| 29  | 18 czerwca 2010      | Nelson Mandela Bay Stadium, Port Elizabeth           | Niemcy             | 1:0   | MŚ 2010                              | 74     |
| 30  | 23 lipca 2010        | Mbombela Stadium, Nelspruit                          | Australia          | 1:2   | MŚ 2010                              | 76     |
| 31  | 11 sierpnia 2010     | Stadion Partizana, Belgrad                           | Grecja             | 0:1   | mecz towarzyski                      | 90     |
| 32  | 3 września 2010      | Tórsvøllur, Thorshavn                                | Wyspy Owcze        | 3:0   | eliminacje do ME 2012                | 90     |
| 33  | 7 września 2010      | Stadion Crvena zvezda, Belgrad                       | Słowenia           | 0:3   | eliminacje do ME 2012                | 90     |
| 34  | 8 października 2010  | Stadion Partizana, Belgrad                           | Estonia            | 1:3   | eliminacje do ME 2012                | 78     |
| 35  | 12 października 2010 | Stadio Luigi Ferraris, Genua                         | Włochy             | 0:3   | eliminacje do ME 2012                | 90     |
| 36  | 9 lutego 2011        | Stadion Bloomfield, Tel Awiw-Jafa                    | Izrael             | 2:0   | mecz towarzyski                      | 45     |
| 37  | 3 czerwca 2011       | Seul World Cup Stadium, Seul                         | Korea Południowa   | 1:2   | mecz towarzyski                      | 66     |
| 38  | 7 czerwca 2011       | Etihad Stadium, Manchester                           | Australia          | 0:0   | mecz towarzyski                      | 64     |
| 39  | 10 sierpnia 2011     | Stadion Lokomotiwu, Moskwa                           | Rosja              | 0:1   | mecz towarzyski                      | 73     |
| 40  | 2 września 2011      | Mourneview Park, Lurgan                              | Irlandia Północna  | 1:0   | eliminacje do ME 2012                | 89     |
| 41  | 12 listopada 2011    | Estadio Corregidora, Querétaro                       | Meksyk             | 0:2   | mecz towarzyski                      | 90     |
| 42  | 15 listopada 2011    | Estadio Olímpico Metropolitano, San Pedro Sula       | Honduras           | 0:2   | mecz towarzyski                      | 75     |
| 43  | 28 lutego 2012       | Stadion Tsirio, Limassol                             | Armenia            | 2:0   | mecz towarzyski                      | 90     |
| 44  | 29 lutego 2012       | Stadion GSP, Nikozja                                 | Cypr               | 0:0   | mecz towarzyski                      | 78     |
| 45  | 15 sierpnia 2012     | Stadion Crvena zvezda, Belgrad                       | Irlandia           | 0:0   | mecz towarzyski                      | 81     |
| 46  | 6 lutego 2013        | Stadion GSP, Nikozja                                 | Cypr               | 3:1   | mecz towarzyski                      | 72     |

Bramki
| Lp. | Data              | Miejsce                             | Rywal       | Wynik | Rozgrywki               | Bramka na |
| --- | ----------------- | ----------------------------------- | ----------- | ----- | ----------------------- | --------- |
| 1   | 22 sierpnia 2007  | Stadion Króla Baudouina I, Bruksela | Belgia      | 3:2   | eliminacje do EURO 2008 | 2:1       |
| 2   | 22 sierpnia 2007  | Stadion Króla Baudouina I, Bruksela | Belgia      | 3:2   | eliminacje do EURO 2008 | 3:2       |
| 3   | 10 listopada 2009 | Stadion Crvena zvezda, Belgrad      | Rumunia     | 5:0   | eliminacje do MŚ 2010   | 3:0       |
| 4   | 3 marca 2010      | Stadion 5 Lipca 1962, Algier        | Algieria    | 3:0   | mecz towarzyski         | 2:0       |
| 5   | 6 września 2011   | Stadion Partizana, Belgrad          | Wyspy Owcze | 3:1   | eliminacje do EURO 2012 | 3:1       |
| 6   | 28 lutego 2012    | Stadion Tsirio, Limassol            | Armenia     | 2:0   | mecz towarzyski         | 1:0       |